# 檀丁
檀丁（Daṇḍin），公元七、八世纪印度作家、梵语语法学家。写有梵文小说《十王子传》及文学理论著作《诗歌之镜》（Kāvyādarśa）。